# Sit embridat
El sit embridat (Peucaea mystacalis) és una espècie d'ocell passeriforme de la família dels passerèl·lids (Passerellidae). És endèmica del sud de Mèxic.

## Descripció
Té un plomatge força distintiu: gola negra, bigotis blancs (brides), cap gris, espatlles canyella i costats beix. De distribució molt local, endèmic de l'interior del sud de Mèxic. Se'l troba en matolls d'alzina i de cactàcies en zones àrides a vessants i valls interiors. Usualment en parelles o grups petits, que es mantenen en contacte mitjançant petits trinats. Pot ser molt amagadís; generalment es manté per la zona baixa dels arbustos o a terra, però canta des de la part alta d'arbustos i cactus.